# エンポリウム (ローマ)
エンポリウム（ラテン語: Emporium）はイタリア ローマのテヴェレ川にあった古代ローマ時代の港。アヴェンティーノの丘とテスタッチョ地区の間に位置している。

## 歴史
人口増加と経済の発展に伴い、紀元前2世紀にはフォルム・ボアリウム付近にあった港Portus Tiberinusが手狭になり、丘に囲まれた地形により拡張も難しかった。そのため、紀元前193年にケンソル（監察官）のルキウス・アエミリウス・レピドゥス（Lucius Aemilius Lepidus）とルキウス・アエミリウス・パウルス（Lucius Aemilius Paulus）が、アヴェンティーノの丘の南側に港を移すことを決定した。同時にアエミリアのポルティコ（Porticus Aemilia）も造られた。
紀元前174年には岸壁はテヴェレ川に沿って階段状になるよう石で舗装された。テヴェレ川河口にあるオスティアの港でバージに積み替えられた穀物やワイン、オイル、大理石などの貨物は、この港で陸揚げされた。液体等を輸送したアンフォラは港付近で破棄され、「破片が積み重なった丘」という意味のMons Testaceumが地名『テスタッチョ』の語源となっている。破棄され山積みにされたアンフォラは2500万個とも言われている。
エンポリウムは1868年から1870年に掛けて発掘され、その後しばらく期間をおいて1952年にも発掘が行われた。現在、全長500m、奥行き90mのレンガ舗装された岸壁施設が地上に姿を表しており、バージを係留する時にもやいを結ぶトラバーチン製のビットも出土している。

## アクセス
- ローマ地下鉄B線 ピラーミデ駅の北東約900m
- トラム 8系統 Emporio停留所 すぐ